# Дерилове
Дери́лове — село в Україні, у Лиманській міській територіальній громаді Донецької області. У селі мешкає 50 людей.